# K’nex

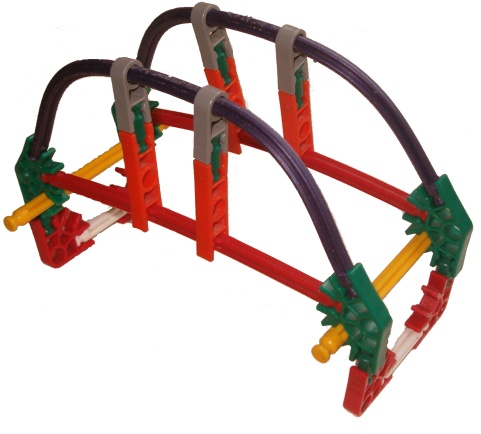
Мост из K'NEX.

K’NEX (произносится как кнэкс) — строительный конструктор, изобретённый Джоулом Гликманом и выпускаемый с 1992 года фирмой K'NEX Industries Inc., штат Пенсильвания, США. Система состоит из разного рода пластмассовых прутов и соединителей, которые вместе могут сплетаться в определённые конструкции. Название, очевидно, происходит из созвучного слова connects (с англ. — «соединения»).
Впервые он был представлен в Америке в 1992 году. K'Nex разработан и производится компанией K'Nex Industries Inc. из Хатфилда, штат Пенсильвания. K'Nex был куплен базирующейся во Флориде компанией Basic Fun! в 2018 г.
Система сборки игрушки состоит из взаимосвязанных пластиковых стержней, соединителей, блоков, шестерен, колес и других компонентов, которые можно собирать вместе для создания самых разных моделей, машин и архитектурных сооружений. K'Nex предназначен для строителей старшего возраста (от 5 до 12 лет), хотя версия Kid K'Nex большего размера предназначена для детей младшего возраста.
Игрушка была выпущена и продана в различных магазинах, а также на интернет-сайтах. K'Nex выпустила различные наборы, учебные наборы и модели, состоящие из различных частей, последняя из которых включает детали и инструкции, специально упакованные для сборки конкретной модели.

## Описание
Элементарные части K’NEX, используемые для создания моделей, — это пруты и соединители. С их помощью можно создать широкое разнообразие трёхмерных объектов и сложных изобретений. Все детали K’NEX имеют кодовый цвет. Зелёный для соединителей, белый для коротких прутов, синий для 6-дюймовых прутов, жёлтый 11 дюймов, красный 18 дюймов, серый 28 дюймов.
- Пруты K’NEX  имеют разный диапазон длин с соответствующей расцветкой. Большинство типов прутов K’NEX не гибкие, но есть дополнительные гибкие длинные пруты.
- Соединения K’NEX также разделяются на разные типы с отличающимся количеством щелей, куда вставляются пруты, соединяясь под некоторым углом (обычно 45°).

Существуют также и сложные части и элементы: фиксаторы, колёса, шестерёнки, натяжные резинки, прокладки.

## История
Концепция K'Nex была первоначально задумана Джоэлом Гликманом во время посещения свадьбы. Там он начал думать о том, что он мог бы сделать со своей соломинкой, если бы он мог соединить ее с другими соломинками. Он и его брат Боб Гликман обсудили эту идею и основали компанию K'Nex. Первоначальная система строительства очень близко соответствовала идее Джоэла Гликмана: основные стержни и соединители, которые можно было легко соединить вместе для создания различных конструкций. Другие детали, такие как колеса и шкивы, также включены, чтобы обеспечить большую гибкость конструкции. Первая коробка K'Nex была выпущена на рынок США в 1993 году. Оригинальные модели с подвижными частями имели рукоятку, чтобы заставить вещи двигаться, но вскоре шестерни и двигатели позволили моделям двигаться самостоятельно.
K'Nex установила контакты с четырьмя крупнейшими производителями игрушек того времени: Hasbro, Mattel, Lego и Tyco Toys, и все четыре отказались от K'Nex. В результате этого Джоэл Гликман установил контакты, которые в конечном итоге привели к гиганту розничной торговли игрушками Toys «R» Us, и закупщики там побудили Джоэла производить и продавать K'Nex напрямую. Первая партия K'Nex была отправлена Toys "R" Us в начале октября 1992 года.
До 2001 года K'Nex не производила наборы, содержащие лицензионные бренды (как Lego с Гарри Поттером, «Звездными войнами» и т. д.), но часто основывала свои наборы на популярных причудах (таких, как механические воины и радиоуправляемые автомобили ). В 2001 году K'Nex оторвалась от этой тенденции и представила линейку игрушек с использованием лейбла BattleTech / MechWarrior , а позже запустила линию игрушек OCC (Orange County Chopper)   в 2006 году и линейку игрушек «Улица Сезам» .  В 2010 году K'Nex выпустила бренд наборов, основанный на живом турне Monster Jam с грузовиком-монстром. Выпущенные грузовики: Grave Digger, Maximum Destruction, Monster Mutt, Blue Thunder, Avenger, El Toro Loco, Grave Digger the Legend, Son-Uva Digger, Advance Auto Parts Grinder, Monster Mutt Dalmatian, Air Force Afterburner, Mohawk Warrior и Captain's Curse (который так и не был выпущен в стандартном размере). Грузовики будут выпускаться в стандартном или мини-размере и иметь рабочую подвеску. В грузовиках стандартного размера была фигурка водителя (большинство из которых были мультяшными изображениями реальных водителей), и иногда они были двойными. Мини-грузовики будут поставляться в паре с другим грузовиком. Треугольные коробки, в которых они появились, также можно было использовать в качестве пандуса для грузовика. Линия была прекращена в 2013 году. В 2011 году K'Nex выпустила бренд Mario Kart Wii строительные наборы со сборными картами и гусеницами, а также предметы и враги из серии, такие как Bullet Bills, Chain Chomps, Goombas и многие другие. В этом наборе гонщиками были Марио, Луиджи, Баузер и Йоши. Другие лицензионные продукты, выпущенные K'Nex в последние годы, включают Lincoln Logs, Tinkertoy, Angry Birds, KISS, The Beatles, Family Guy и Monster Jam.
К 2011 году K'Nex распространялся более чем в 25 странах, включая США.
В 2018 году все активы K'Nex были куплены Basic Fun!, компанией по производству игрушек из Флориды. Приобретение было оценено примерно в 21 миллион долларов.